# Tennesseehaven
De Tennesseehaven is een haven in de Rotterdamse Europoort aan het Beerkanaal. Aan deze haven is de pet-fabriek van Indorama (voorheen Voridian-Eastman Chemical Company) gevestigd. De haven werd gegraven in 1996 en voor het eerst gebruikt in 1997. De naam is ontleend aan de Amerikaanse staat Tennessee waar het hoofdkantoor van Eastman is gevestigd.